# ウェリントン・アウヴェス・ダ・シウバ
ウェリントン・アウヴェス・ダ・シウバ（Wellington Alves da Silva、1993年1月6日 - ）は、ブラジル・リオデジャネイロ出身のプロサッカー選手。中国サッカー・スーパーリーグ・青島中能所属。ポジションはミッドフィールダー。

## 来歴

### クラブ
2009年よりフルミネンセFCの下部組織を経てトップチームに加入。
2011年にイングランドの強豪アーセナルFCへ移籍した。その後はスペインの各クラブに期限付き移籍をした。
2015年8月18日、チャンピオンシップのボルトン・ワンダラーズFCに1シーズン期限付き移籍することが決定した。
2016年、シーズン途中に古巣フルミネンセFCに完全移籍で復帰。
2018年、インテルナシオナルに期限付き移籍。2021年よりフルミネンセFCに復帰。
2021年3月25日、フルミネンセFCからガンバ大阪に完全移籍で加入。2022年11月8日、契約満了が発表された。
2023年2月17日、クイアバECに加入。
2024年1月16日、アル・ナジマSCに移籍。

### 代表
各世代別のブラジル代表に選出されている。

## 個人成績
| 国内大会個人成績 | 国内大会個人成績 | 国内大会個人成績 | 国内大会個人成績 | 国内大会個人成績 | 国内大会個人成績 | 国内大会個人成績 | 国内大会個人成績 | 国内大会個人成績    | 国内大会個人成績 | 国内大会個人成績 | 国内大会個人成績 |
| 年度             | クラブ           | 背番号           | リーグ           | リーグ戦         | リーグ戦         | リーグ杯         | リーグ杯         | オープン杯          | オープン杯       | 期間通算         | 期間通算         |
| 年度             | クラブ           | 背番号           | リーグ           | 出場             | 得点             | 出場             | 得点             | 出場                | 得点             | 出場             | 得点             |
| 日本             | 日本             | 日本             | 日本             | リーグ戦         | リーグ戦         | リーグ杯         | リーグ杯         | 天皇杯              | 天皇杯           | 期間通算         | 期間通算         |
| ---------------- | ---------------- | ---------------- | ---------------- | ---------------- | ---------------- | ---------------- | ---------------- | ------------------- | ---------------- | ---------------- | ---------------- |
| 2021             | G大阪            | 28               | J1               | 21               | 0                | 0                | 0                | 3                   | 1                | 24               | 1                |
| 2022             | G大阪            | 11               | J1               | 12               | 1                | 3                | 0                | 2                   | 1                | 17               | 2                |
| 通算             | 日本             | 日本             | J1               | 33               | 1                | 3                | 0                | 5\|\|\|2\|\|41\|\|3 |                  |                  |                  |
| 総通算           | 総通算           | 総通算           | 総通算           | 33               | 1                | 3                | 0                | 5                   | 2                | 41               | 3                |

その他の公式戦
- 2021年
  - AFCチャンピオンズリーグ 4試合1得点

出場歴
- Jリーグ初出場 - 2021年5月12日 J1第20節 vsサンフレッチェ広島（パナソニックスタジアム吹田）
- Jリーグ初得点 - 2022年5月8日 J1第12節 vsヴィッセル神戸（パナソニックスタジアム吹田）

## タイトル

### クラブ
フルミネンセFC
- カンピオナート・ブラジレイロ・セリエA：1回（2010年）